# Sicyopterus panayensis
Sicyopterus panayensis és una espècie de peix de la família dels gòbids i de l'ordre dels perciformes.
És un peix d'aigua dolça, de clima tropical i demersal.
Es troba a Àsia: les Filipines.
És inofensiu per als humans.